# Autobusna linija br. 210 u Zagrebu
Linija 210 (Dubrava – Studentski grad – Novi Retkovec) dnevna je autobusna linija u Zagrebu.
Prometuje svaki dan na trasi: Dubrava – ul. Dubrava – Ljubijska ulica – Ulica Rudolfa Kolaka – Dankovečka ulica – Lovrakova ulica – Ulica Vile Velebita – Dankovečka ulica – (smjer A: ul. Dubrava; smjer B: Klin → Koledinečka ulica) – Čulinečka cesta – Novi Retkovec (Ulica platana → Aleja javora → Ulica kneza Branimira → Južna ulica). U Novom Retkovcu čeka polazak na stajalištu Branimirova - Čulinečka.
Međusobno povezuje tramvajsko-autobusni terminal Dubrava, Gornju Dubravu, Studentski grad i Novi Retkovec.
3. prosinca 2018. linija je produžena od Klina do Novog Retkovca.

## Vanjske poveznice
- Vozni red linije 210